# りゅうこつ座オメガ星
りゅうこつ座ω星は、りゅうこつ座の恒星で3等星。

## 特徴
この星の自転速度は、星が分離される速度の85%の速さである。この速度では楕円体になりカシオペヤ座γ星やさそり座δ星のように変光するはずだが、この星から変光は観測されていない。
この星は最終的に、0.85太陽質量の白色矮星になると推測されている。